# Kamenuixka (Khabàrovsk)
|  | Per a altres significats, vegeu «Kamenuixka». |

Kamenuixka (en rus: Каменушка) és un poble (un possiólok) del krai de Khabàrovsk, a Rússia, que el 2012 tenia 15 habitants. Pertany al districte rural de Viàzemski.